# Бойно-Родзевич Георгій Георгійович
Бойно-Родзевич Георгій Георгійович  (1867, Полтава — 1937, Вінниця) — відомий психіатр, доктор медицини, один з ініціаторів заснування першого медичного закладу на Поділлі.

## Життєпис
Народився у сім'ї службовця. Отримав середню освіту у гімназії на батьківщині. В 1886 р. вступив до Санкт-Петербурзького університету на природниче відділення фізико-математичного факультету. У студентські роки додатково відвідував лекції відомих професорів юридичного факультету, які викладали філософію, історію права та інше. Багато часу приділяв дослідженням, які проводив у фізіологічній лабораторії.
Закінчивши університет Бойно-Родзевич вступив до Військово-медичної академії, яку закінчив на відмінно в 1895 р. і згідно з існуючим тоді положенням пішов служити до армії. Спочатку служив полковим лікарем, а потім — ординатором психіатричного відділення Варшавського госпіталю. Після звільнення з військової служби у 1901 р. зайняв посаду ординатора у Харківській психіатричній лікарні. Три роки працював під керівництвом Б. С. Грейденберга, а після негативного ставлення влади до наставника, Бойно-Родзевич у вигляді протесту залишив службу в Харкові і з 1904 р. почав працювати ординатором Віленської психіатричної лікарні.
В 1907 р. працював помічником директора Московської окружної психіатричної лікарні. З 1908 по 1928 р. займав посаду директора Вінницької психіатричної лікарні. З 1928 р. завідував медичною частиною лікарні, а згодом став її науковим консультантом.
Георгій Георгійович брав активну участь у створенні Вінницького медичного інституту. Після його заснування, маючи великий досвід роботи, допомагав в організації психіатричної та нервової клінік на зразок московської та ленінградської, де він раніше працював.
З 1931 р. по 1937 р. був завідувачем кафедри психоневрології Вінницької філії Київського клінічного інституту.
Георгій Георгієвич Бойно-Родзевич помер 1937 р. Похований на цвинтарі Вінницької обласної клінічної психоневрологічної лікарні ім. акад. О. І. Ющенка.

## Наукові праці
- «К учению о психиатрической эпилепсии» (1898)
- «Сумеречное состояние сознания» (1898)
- «Миоклония» (1899)
- «Отказ от пищи у истериков» (1899)
- «Случай мужской истерии» (1901)
- «Изоляция душевнобольных» (1904)
- «План психиатрической помощи в Подолии» (1912)
- «Призрение душевнобольных в российской провинции (1914)
- «Активная терапия душевнобольных» (1927)
- «Внебольничное содержание душевнобольных» (1928)
- «Трудотерапия и метод Симона» (1935)